# Ga Tanhyeon
Ga Tanhyeon là ga đường sắt trên Tuyến Gyeongui.

## Bố trí ga
| ↑ Yadang |
| ２ \| １ |
| Ilsan ↓  |

| 1 | ● Tuyến Gyeongui–Jungang | Địa phương·Tốc hành | → Hướng đi Ilsan · Daegok · Seoul · Jipyeong →  |
| 2 | ● Tuyến Gyeongui–Jungang | Địa phương·Tốc hành | ← Hướng đi Yadang · Unjeong · Geumchon · Munsan |